# CyberOwl
株式会社CyberOwl（サイバーアウル、英: CyberOwl, Inc）は、金融・エンタメなどのライフスタイルメディアを制作し、運営している日本の企業。株式会社サイバーエージェントの子会社。代表取締役は田中啓太。

## 概要
サイバーエージェントが2012年11月に「CyberSS」として設立したサイバーエージェントの子会社である。現在の社名に変更されたのは2018年5月16日。「調べるを豊かに」をVisionとして掲げ、便利かつ有益なライフスタイル情報メディアを複数展開している。

## 沿革
- 2012年11月 - 株式会社CyberSSを設立
- 2018年5月 - 株式会社CyberOwlに商号変更[3]

## 主なサービス
- マネ会 by Ameba - お金に関する情報メディア[4]
- モノレコ by Ameba - ぴったりな商品が見つかるメディア[5]
- 脱毛口コミランキングなび by Ameba - 脱毛サロン比較メディア[6]
- テラコヤプラス by Ameba - 習い事に関する総合情報メディア[7]
- aukana - 映画・アニメ・ドラマなどの作品検索メディア[8]
- MOVIE SCOOP! by aukana - エンタメ情報メディア[9]

## 不祥事
親会社のサイバーエージェントは2025年3月26日、CyberOwlで不適切な会計処理が判明し、解明のため外部専門家を含む社内調査委員会を設置すると発表した。本事案の判明を受けて、当初4月1日に予定していた、サイバーエージェントのAmebaLIFE事業の分割承継および株式会社AmebaLIFEへの商号変更は中止となった。
4月16日に調査報告書を公表、その中でCyberOwlのアフィリエイト広告事業の売上高に関し、同事業の責任者である取締役1人が成果報酬の数値を2020年から改竄、過大に計上していたことが判明した。当該取締役は成果の予測を見込んだ概算金額の計上根拠となる係数等を改竄した上で、報告を続けていたほか、当該取締役が事業担当と経営管理担当双方の責任者を兼任していたことから、不十分な管理・監査体制になっていたとしている。不正計上による売上高と営業利益への影響は最大で17億円、5年間で計約37億円になるとしている。
報告書を受けてサイバーエージェントは過年度の連結財務諸表に与える影響額を決定した上で5月15日に有価証券報告書等の訂正報告書を提出し、決算短信も修正するほか、2025年9月期第2四半期決算報告も当初の4月25日から5月15日に延期することになった。また、再発防止策として、CyberOwlの経理規程を改訂し売上計上方式を変更、経理や内部監査を強化するとともに、事業責任者と経理・経営管理を兼任させないよう取締役会設置会社へと統治形態を変更、広告事業担当執行役員副社長の岡本保朗と広告事業経営管理責任者の千葉朝良を取締役に、経営本部長の前田孝浩を監査役に選任し、ガバナンスの強化を図り、役員・社員への内部通報制度の周知の徹底やコンプライアンス教育も行うとしている。また、当該取締役は解任、サイバーエージェント社長の藤田晋やCyberOwl社長の田中啓太らに対しては役員報酬を3ヶ月間減額する処分も実施した。